# Ilha Wiencke
A Ilha Wiencke é uma ilha de 26 km de comprimento e de 3 a 8 km de largura, com cerca de 67 km² de área, sendo a mais meridional das principais ilhas do Arquipélago Palmer, situada entre a Ilha Anvers ao norte, o Canal Neumayer a oeste, a Península Antártica a leste, e o Estreito de Gerlache.
Na costa noroeste da Ilha está localizado o Porto Lockroy, um porto natural onde há muitas colônias de pinguins. Este Porto abrigou um centro de caça a baleias - mantido até o início da década de 30 - tempos depois da descoberta da baía em 1904, pela Expedição Antártica Francesa. Além de inspecionar a atividade naval alemã, a base também serviu como uma importante instalação de pesquisa científica, a qual operou até 1962. Em 1996, Porto Lockroy foi renovado, agora sendo um museu construído em partes da base abandonada, além de servir como escritório dos correios operado pela United Kingdom Antarctic Heritage Trust. É designado como Local Histórico no. 61 sob a égide do Tratado Antártico e um dos destinos turísticos mais populares na Antártica. Metade da ilha está aberta aos turistas, enquanto a outra metade está reservada aos pinguins; um importante experimento na ilha é justamente testar o efeito do turismo sobre os pinguins. Curiosamente, os resultados mostram que o turismo tem um pequeno efeito positivo sobre essas aves, muito provavelmente pela presença de pessoas afugentar os mandriões, pássaros predadores de filhotes e ovos de pinguins.

## História

### Século XIX
Edward Bransfield parece ter sido o primeiro a descobrir a ilha, a bordo do Williams, em janeiro de 1820, embora ele tenha a considerado um cabo. Em 1829 o cientista Henry Foster navegou ao redor da ilha, e em 1873, o alemão Eduard Dallmann foi o primeiro a desembarcar na ilha, relatando-a como "um lugar solitário". A Ilha foi nomeada pela Expedição Antártica Belga (1897–99), sob Adrien de Gerlache, em homenagem a Carl August Wiencke, um marinheiro norueguês que caiu da amurada do navio, perdendo sua vida durante a expedição.

### Século XX
O Reino Unido estabeleceu bases na Ilha Decepção e na Ilha Wiencke em 1944, e mais uma na Baía Hope em 1945, para obter relatórios meteorológicos e verificar se não haveria atividade naval alemã na região. Somente uma das três bases ainda existe, na Ilha Goudier, na baía do Porto Lockroy, próximo ao ponto sudoeste da ilha Wiencke.